# 1968年
1968年（1968 ねん）は、西暦（グレゴリオ暦）による、月曜日から始まる閏年。昭和43年。
この項目では、国際的な視点に基づいた1968年について記載する。

## 他の紀年法
- 干支：戊申（つちのえ さる）
- 日本（月日は一致）
  - 昭和43年
  - 皇紀2628年
- 中華民国（月日は一致）
  - 中華民国57年
- 朝鮮（月日は一致）
  - 主体57年
- 仏滅紀元：2510年10月2日 - 2511年10月12日
- イスラム暦：1387年9月30日 - 1388年10月10日
- ユダヤ暦：5728年3月30日 - 5729年4月10日
- 修正ユリウス日(MJD)：39856 - 40221
- リリウス日(LD)：140697 - 141062

※主体暦は、朝鮮民主主義人民共和国で1997年に制定された。

## カレンダー
| 1月 |    |    |    |    |    |    |
| 日  | 月 | 火 | 水 | 木 | 金 | 土 |
|     | 1  | 2  | 3  | 4  | 5  | 6  |
| 7   | 8  | 9  | 10 | 11 | 12 | 13 |
| 14  | 15 | 16 | 17 | 18 | 19 | 20 |
| 21  | 22 | 23 | 24 | 25 | 26 | 27 |
| 28  | 29 | 30 | 31 |    |    |    |
|     |    |    |    |    |    |    |

| 2月 |    |    |    |    |    |    |
| 日  | 月 | 火 | 水 | 木 | 金 | 土 |
|     |    |    |    | 1  | 2  | 3  |
| 4   | 5  | 6  | 7  | 8  | 9  | 10 |
| 11  | 12 | 13 | 14 | 15 | 16 | 17 |
| 18  | 19 | 20 | 21 | 22 | 23 | 24 |
| 25  | 26 | 27 | 28 | 29 |    |    |
|     |    |    |    |    |    |    |

| 3月 |    |    |    |    |    |    |
| 日  | 月 | 火 | 水 | 木 | 金 | 土 |
|     |    |    |    |    | 1  | 2  |
| 3   | 4  | 5  | 6  | 7  | 8  | 9  |
| 10  | 11 | 12 | 13 | 14 | 15 | 16 |
| 17  | 18 | 19 | 20 | 21 | 22 | 23 |
| 24  | 25 | 26 | 27 | 28 | 29 | 30 |
| 31  |    |    |    |    |    |    |
|     |    |    |    |    |    |    |

| 4月 |    |    |    |    |    |    |
| 日  | 月 | 火 | 水 | 木 | 金 | 土 |
|     | 1  | 2  | 3  | 4  | 5  | 6  |
| 7   | 8  | 9  | 10 | 11 | 12 | 13 |
| 14  | 15 | 16 | 17 | 18 | 19 | 20 |
| 21  | 22 | 23 | 24 | 25 | 26 | 27 |
| 28  | 29 | 30 |    |    |    |    |
|     |    |    |    |    |    |    |

| 5月 |    |    |    |    |    |    |
| 日  | 月 | 火 | 水 | 木 | 金 | 土 |
|     |    |    | 1  | 2  | 3  | 4  |
| 5   | 6  | 7  | 8  | 9  | 10 | 11 |
| 12  | 13 | 14 | 15 | 16 | 17 | 18 |
| 19  | 20 | 21 | 22 | 23 | 24 | 25 |
| 26  | 27 | 28 | 29 | 30 | 31 |    |
|     |    |    |    |    |    |    |

| 6月 |    |    |    |    |    |    |
| 日  | 月 | 火 | 水 | 木 | 金 | 土 |
|     |    |    |    |    |    | 1  |
| 2   | 3  | 4  | 5  | 6  | 7  | 8  |
| 9   | 10 | 11 | 12 | 13 | 14 | 15 |
| 16  | 17 | 18 | 19 | 20 | 21 | 22 |
| 23  | 24 | 25 | 26 | 27 | 28 | 29 |
| 30  |    |    |    |    |    |    |
|     |    |    |    |    |    |    |

| 7月 |    |    |    |    |    |    |
| 日  | 月 | 火 | 水 | 木 | 金 | 土 |
|     | 1  | 2  | 3  | 4  | 5  | 6  |
| 7   | 8  | 9  | 10 | 11 | 12 | 13 |
| 14  | 15 | 16 | 17 | 18 | 19 | 20 |
| 21  | 22 | 23 | 24 | 25 | 26 | 27 |
| 28  | 29 | 30 | 31 |    |    |    |
|     |    |    |    |    |    |    |

| 8月 |    |    |    |    |    |    |
| 日  | 月 | 火 | 水 | 木 | 金 | 土 |
|     |    |    |    | 1  | 2  | 3  |
| 4   | 5  | 6  | 7  | 8  | 9  | 10 |
| 11  | 12 | 13 | 14 | 15 | 16 | 17 |
| 18  | 19 | 20 | 21 | 22 | 23 | 24 |
| 25  | 26 | 27 | 28 | 29 | 30 | 31 |
|     |    |    |    |    |    |    |

| 9月 |    |    |    |    |    |    |
| 日  | 月 | 火 | 水 | 木 | 金 | 土 |
| 1   | 2  | 3  | 4  | 5  | 6  | 7  |
| 8   | 9  | 10 | 11 | 12 | 13 | 14 |
| 15  | 16 | 17 | 18 | 19 | 20 | 21 |
| 22  | 23 | 24 | 25 | 26 | 27 | 28 |
| 29  | 30 |    |    |    |    |    |
|     |    |    |    |    |    |    |

| 10月 |    |    |    |    |    |    |
| 日   | 月 | 火 | 水 | 木 | 金 | 土 |
|      |    | 1  | 2  | 3  | 4  | 5  |
| 6    | 7  | 8  | 9  | 10 | 11 | 12 |
| 13   | 14 | 15 | 16 | 17 | 18 | 19 |
| 20   | 21 | 22 | 23 | 24 | 25 | 26 |
| 27   | 28 | 29 | 30 | 31 |    |    |
|      |    |    |    |    |    |    |

| 11月 |    |    |    |    |    |    |
| 日   | 月 | 火 | 水 | 木 | 金 | 土 |
|      |    |    |    |    | 1  | 2  |
| 3    | 4  | 5  | 6  | 7  | 8  | 9  |
| 10   | 11 | 12 | 13 | 14 | 15 | 16 |
| 17   | 18 | 19 | 20 | 21 | 22 | 23 |
| 24   | 25 | 26 | 27 | 28 | 29 | 30 |
|      |    |    |    |    |    |    |

| 12月 |    |    |    |    |    |    |
| 日   | 月 | 火 | 水 | 木 | 金 | 土 |
| 1    | 2  | 3  | 4  | 5  | 6  | 7  |
| 8    | 9  | 10 | 11 | 12 | 13 | 14 |
| 15   | 16 | 17 | 18 | 19 | 20 | 21 |
| 22   | 23 | 24 | 25 | 26 | 27 | 28 |
| 29   | 30 | 31 |    |    |    |    |
|      |    |    |    |    |    |    |

## できごと
1968年の世界の出来事を記述。

### 1月
- 1月4日 - 日本の東証株価指数 (TOPIX) の基準とされている日。
- 1月5日 - チェコでアレクサンデル・ドゥプチェクがチェコスロヴァキア共産党第一書記に就任、プラハの春始まる。
- 1月9日 - 円谷幸吉が自殺をする[1]。
- 1月16日 - ウィルソン英首相が緊縮財政政策発表。またスエズ以東の英駐留軍の1971年までの撤退発表。
- 1月17日 - 日本で米原子力空母エンタープライズ寄港阻止闘争始まる[2]。
- 1月21日 - 米空軍機B52がグリーンランド沖に墜落、水爆4個が行方不明（チューレ空軍基地米軍機墜落事故）。
- 1月21日 - 青瓦台襲撃未遂事件。
- 1月23日 - 北朝鮮、プエブロ号事件。
- 1月27日 - 日本の佐藤栄作首相、国会答弁で非核三原則に触れる。
- 1月30日 - ベトナム戦争において、南ベトナムの共産ゲリラが蜂起、テト攻勢開始。
- 1月31日 - ナウル独立。

### 2月
- 2月6日 - グルノーブルオリンピック大会が開幕。2月17日までの12日間開催。
- 2月12日 - フォンニィ・フォンニャットの虐殺。
- 2月12日 - 大塚食品工業が世界初の一般向け市販レトルトパウチ食品「ボンカレー」を発売。
- 2月15日 - 1967年の米国際収支赤字35億7000万円で戦後2番目。
- 2月16日 - ソ連が大陸棚主権宣言。
- 2月22日 - 沖縄コカ・コーラボトリング設立。これにより日本コカ・コーラのボトラー網が完成し、日本全国でコカ・コーラ商品が発売される。
- 2月25日 - ベトナム戦争: ハミの虐殺
- 2月29日 - マクナマラ米国防長官辞任。

### 3月
- 3月1日 - 服部時計店（現在のセイコー）が「トランジスタクロック」を発売。
- 3月16日 - ソンミ村虐殺事件。
- 3月27日 - 宇宙飛行士ユーリイ・ガガーリンが、ジェット戦闘機の飛行訓練中に墜落死。
- 3月31日 - リンドン・ジョンソンアメリカ合衆国大統領、ベトナム戦争での北爆一部停止を発表。同時に、ベトナム戦争対策に集中するため、同年の大統領選挙に立候補しない意思を表明。

### 4月
- 4月1日 - 日本で「国際勝共連合」発足（韓国では1月13日）[3]。会長に統一教会の初代会長・久保木修己、名誉会長に笹川良一[4]。
- 4月4日 - マーティン・ルーサー・キング暗殺。
- 4月12日 - 東京都千代田区に日本初の超高層ビルである霞が関ビルディングが完成[5]。高さ147メートル。
- 4月15日 - トヨタ自動車が「スプリンター」を発売（当初の車名は「カローラスプリンター」。同時にトヨタ4番目の販売店としてトヨタオート店設立。同日、「ハイラックス」を発売）。
- 4月15日 - ソニーが「トリニトロンカラーテレビ」を発表（10月に発売）。
- 4月24日 - モーリシャスが国連に加盟。
- 4月29日 - ニューヨーク・ブロードウェイのビルトモア劇場で、ミュージカル「ヘアー」開演。

### 5月
- 5月8日 - イタイイタイ病を公害病に認定[5][6]。
- 5月16日 - 日本で十勝沖地震（M7.9）が発生[7]。死者52人。
- 5月21日 - フランスで、この日の一千万人が参加したと言われるゼネラル・ストライキが発生。学生の街頭占拠と労働者のストライキが一か月に渡って続発した五月革命の発端であり、かつ頂点となる。

### 6月
- 6月2日 - 福岡市の板付基地で夜間離着陸訓練中だった米空軍のF-4ファントム戦闘爆撃機が、九州大学に建設中の大型電算機センターに墜落[3][8]（九州大学電算センターファントム墜落事故）。
- 6月5日 - ロバート・ケネディ暗殺事件（5日に銃撃され6日に死亡）
- 6月17日 - 東洋工業が「ファミリアロータリークーペ」を発売。
- 6月26日 - 小笠原諸島の日本復帰[9]。
- 6月27日 - チェコスロヴァキアで二千語宣言が公表される。

### 7月
- 7月1日 - 日本で郵便番号制度実施[3][10]。
- 7月1日 - 三菱重工業が「デリカ」を発売。
- 7月5日 - 琉球銀行若松支店強盗事件発生。
- 7月7日 - 日本で第8回参議院議員通常選挙[5][9]。参院選挙全国区で、石原慎太郎、青島幸男、横山ノックなどタレント議員が全員当選。
- 7月11日 - 集英社から「少年ジャンプ」が創刊（ただし当初は月2回刊）。
- 7月14日 - プラハの春: ワルシャワ会談
- 7月23日 - パレスチナ解放人民戦線がエル・アル航空のボーイング707型機をハイジャック。
- 7月25日 - 明治製菓が日本初のスナック菓子「カール」を発売。

### 8月
- 8月8日 - 札幌医科大学で日本初（世界30例目）の心臓移植が和田寿郎によって行われた[3][11]。日本初のレシピエントは移植83日後タンを詰まらせ死亡（和田心臓移植事件）。
- 8月18日 - 岐阜県の国道41号で、集中豪雨のため土砂崩れが起こり、観光バス2台が飛騨川に転落し、乗客104人が死亡（飛騨川バス転落事故）[12]。
- 8月20日 - ワルシャワ条約機構軍がチェコスロヴァキアに軍事介入（チェコ事件）。
- 8月24日 - フランス、サハラ砂漠にて水爆実験。

### 9月
- 9月1日 - タカラが日本版の「人生ゲーム」を発売。
- 9月13日 - アルバニアがワルシャワ条約機構を脱退。

### 10月
- 10月11日 - アメリカの有人宇宙船「アポロ7号」が打ち上げ。
- 10月11日 - 西日本一帯で発生した皮膚疾患に関して、福岡県衛生部と北九州市衛生局が調査を開始し、北九州市衛生局が同市小倉区（当時）のカネミ倉庫に立ち入り調査を実施。同社製のこめ油「カネミライスオイル」にPCBが混入したことによる中毒症状が発覚する（カネミ油症事件）[13]。
- 10月12日 - メキシコシティで、第19回夏季オリンピック・メキシコオリンピックが開幕。10月27日までの16日間開催。
- 10月17日 - 川端康成が日本人初のノーベル文学賞受賞[3][14]。
- 10月21日 - 国際反戦デーで新宿駅を新左翼の学生らが占拠（「新宿解放区」）[3][15]。後に騒擾罪適用[3]。
- 10月23日 - 日本で明治百年記念式典開催[5][14]。明治改元（1868年10月23日）から100周年を記念するもの。
- 10月31日 - ソニーがトリニトロンカラーテレビの1号機「KV-1310」を発売。
- 10月 - ベトナム戦争において、アメリカが北ベトナムに対する爆撃（北爆）を全面停止（1972年に再開）。

### 11月
- 11月2日 - 兵庫県有馬温泉の池之坊満月城で火災発生、30名が死亡（池之坊満月城火災）[16]。
- 11月5日 - アメリカ合衆国大統領選挙で共和党候補のリチャード・ニクソンが当選。
- 11月9日 - アメリカ中西部イリノイ州でイリノイ地震発生。
- 11月10日 - アメリカ統治下の琉球政府初の公選となる第1回行政主席通常選挙で、屋良朝苗が行政主席に当選[5]。
- 11月12日 - 赤道ギニアが国連に加盟。
- 11月22日 - 日本航空サンフランシスコ湾着水事故[17]。
- 11月 - ビッグコミック（小学館）にて、さいとう・たかをの長編劇画『ゴルゴ13』の連載が開始。

### 12月
- 12月10日 - 東京都府中市で三億円強奪事件が発生[3][18]。
- 12月19日 - 第9次越冬隊（隊長・村山雅美）が日本人として初めて南極点に到達[19]。雪上車を使用。
- 12月21日 - 京釜高速道路の漢南IC -　水原IC (22.4km) と京仁高速道路の楊坪IC - 佳佐IC (29.5km) が開通（大韓民国初の高速道路）。
- 12月22日 - 文化大革命: 「人民日報」が「知識青年は農民から再教育を受けなければならない」とする毛沢東の指示を報ずる（上山下郷運動）。
- 12月24日 - アポロ8号が月を周回し、月の地平線から昇る地球の写真が撮られる。
- 12月31日 - ロシア、中央シベリア高原のアガタ（Agata / 北緯67度、東経93度）で、海面気圧世界最高記録 (1083.8hPa) を記録。

### 月日不明
- 1968年には世界22カ国で100以上の心臓移植手術が行われた。前年に南アフリカの医師が心臓移植を成功させたことを受けての盛り上がりであったが、臓器の拒絶反応やドナーの死の判定の問題をクリアすることができなかったこと。また、野心的な医師が功を焦るあまり無理な手術をする例が多かったことから急速に下火となった[20]。

## スポーツ
- オリンピック
  - 冬季 - グルノーブル 37カ国参加、日本はメダル獲得なし。
  - 夏季 - メキシコシティ 112カ国参加、日本は金メダル11個、銀メダル・銅メダル各7個獲得。体操男子団体競技などで金メダル、バレーボールで男女ともに銀メダル、男子サッカーで銅メダル獲得。

## 芸術・文化

### 音楽
- 洋楽ヒット曲/話題曲
  - ローリング・ストーンズ 「ジャンピン・ジャック・フラッシュ」「ストリート・ファイティング・マン」
  - ジェームス・ブラウン 「セイ・イット・ラウド・アイム・ブラック・アンド・アイム・プラウド」
  - スライ&ザ・ファミリー・ストーン 「エヴリデイ・ピープル」
  - オーティス・レディング 「ドック・オブ・ベイ」
  - テンプテーションズ 「雨に願いを」
  - サイモン&ガーファンクル 「ミセス・ロビンソン」
  - ダイアナ・ロス&シュープリームス「ラブ・チャイルド」

### 映画
- 2001年宇宙の旅
- 猿の惑星（原題：PLANET OF THE APES）
- ブリット

## 誕生

### 1月
- 1月1日 - 伊崎寿克、声優
- 1月4日 - 松尾潔、音楽プロデューサー、作詞家
- 1月5日 - 朝日昇、元総合格闘家（現東京イエローマンズ代表）
- 1月5日 - 谷下和人、元プロ野球選手（+ 2008年）
- 1月8日 - ブル中野、元女子プロレスラー
- 1月7日 - 姜炯碩、前 韓国プロ野球選手
- 1月8日 - ヴラジーミル・マラーホフ、バレエダンサー
- 1月8日 - 足立亘、元プロ野球選手
- 1月8日 - 蛍原徹[21]、お笑いタレント（雨上がり決死隊）
- 1月9日 - 秦建日子、小説家、劇作家、演出家
- 1月11日 - 内海光司、俳優（元光GENJI）
- 1月11日 - 小泉淳嗣、元サッカー選手
- 1月12日 - 石原詢子、演歌歌手
- 1月12日 - 増田順一、ゲームクリエイター
- 1月13日 - CHARA、ミュージシャン
- 1月13日 - 長山洋子、演歌歌手
- 1月13日 - 三浦りさ子（旧姓・設楽）、タレント
- 1月13日 - キム・ゴンモ、歌手
- 1月13日 - ジャンニ・モルビデリ、元F1ドライバー
- 1月14日 - 松居直美、タレント
- 1月14日 - 村上和幸、元野球選手
- 1月14日 - 伍佰、ミュージシャン
- 1月14日 - LL・クール・J、ミュージシャン
- 1月14日 - 三宅弘城、俳優
- 1月17日 - 瀬名秀明、SF作家
- 1月19日 - 川井郁子、ヴァイオリニスト、作曲家
- 1月19日 - マット・ヒル、声優
- 1月20日 - 木下博勝、医師
- 1月20日 - ジェリー・アランギラン、漫画家
- 1月21日 - 岡田展和、元プロ野球選手
- 1月21日 - アルトゥール・ドミトリエフ、フィギュアスケート選手
- 1月22日 - HEATH、ベーシスト (X JAPAN)（+ 2023年）
- 1月23日 - 高戸靖広、声優
- 1月23日 - 葉加瀬太郎、ヴァイオリニスト
- 1月23日 - 豊田亨、オウム真理教元幹部、元死刑囚（+ 2018年）
- 1月24日 - 林葉直子、元女流棋士
- 1月24日 - 風岡尚幸、元プロ野球選手
- 1月25日 - t-kimura（木村貴志）、ミュージシャン（m.o.v.e・元Favorite Blue）
- 1月25日 - 古屋兎丸、漫画家
- 1月26日 - 宮崎萬純、女優
- 1月28日 - サラ・マクラクラン、シンガーソングライター
- 1月28日 - ラキム、ラッパー
- 1月29日 - 秋元宏作、元プロ野球選手
- 1月30日 - ぜんじろう、お笑いタレント
- 1月30日 - 小林至、元プロ野球選手
- 1月30日 - 松本典子、タレント・元アイドル歌手
- 1月30日 - フェリペ6世、スペイン国王
- 1月31日 - 酒井光次郎、元プロ野球選手
- 1月31日 - マリナ・キールマン、フィギュアスケート選手

### 2月
- 2月1日 - 佐藤祐樹、元騎手
- 2月1日 - 木村孝蔵、俳優
- 2月1日 - 中谷まゆみ、脚本家・劇作家
- 2月1日 - 山田義晴、声優
- 2月1日 - リサ・マリー・プレスリー、歌手
- 2月2日 - ショーン・エリオット、バスケットボール選手
- 2月2日 - 軌保博光、映画監督
- 2月4日 - 佐々木蔵之介、俳優
- 2月4日 - 江口ともみ、タレント・フリーアナウンサー
- 2月5日 - ロベルト・アロマー、元メジャーリーガー
- 2月5日 - 矢部達哉、ヴァイオリニスト
- 2月5日 - 藤田明宏、高校野球指導者
- 2月7日 - 寺岡呼人、ミュージシャン
- 2月9日 - 野田浩司、元プロ野球選手
- 2月9日 - 山田勉、元プロ野球選手
- 2月9日 - 石井英明、俳優・声優
- 2月10日 - 坂口候一、声優
- 2月13日 - 岡田達也、舞台俳優（演劇集団キャラメルボックス）
- 2月13日 - 後藤俊哉、日本テレビ報道局記者・アナウンサー
- 2月13日 - 秋山美紀、政治学者、元アナウンサー
- 2月15日 - 月亭方正、お笑いタレント、落語家
- 2月15日 - 和央ようか、女優（元宝塚歌劇団宙組トップスター）
- 2月16日 - 信達谷圭、俳優
- 2月16日 - 小林ゆき、モーターサイクルジャーナリスト
- 2月17日 - 舞の海秀平、元大相撲小結力士・タレント・大相撲解説者
- 2月17日 - ウーアルカイシ、中国の民主化運動活動家
- 2月18日 - カイル・アボット、元プロ野球選手
- 2月18日 - モリー・リングウォルド、女優
- 2月19日 - 小浜裕一、プロ野球選手
- 2月20日 - いしのようこ、女優
- 2月21日 - 家富ヨウジ、俳優・声優
- 2月21日 - 日下三蔵、ミステリ・SF研究家、編集者
- 2月22日 - 佐々木主浩、元プロ野球選手
- 2月22日 - オルマリ・ロメロ、元野球選手
- 2月23日 - 山本圭壱、芸人
- 2月23日 - 横山典弘、騎手
- 2月24日 - 内匠政博、元プロ野球選手
- 2月25日 - 日高奈留美、声優
- 2月27日 - マット・ステアーズ、メジャーリーガー
- 2月28日 - 安宅美春、ミュージシャン・作曲家（元KIX-S）
- 2月29日 - 飯島直子、女優
- 2月29日 - 日下千帆、フリーアナウンサー

### 3月
- 3月1日 - 相楽晴子、女優
- 3月1日 - 大塚賢一、元プロ野球選手
- 3月2日 - ダニエル・クレイグ、俳優
- 3月3日 - デニス・ペトロフ、フィギュアスケート選手
- 3月3日 - 柳生真吾、タレント、園芸家（+ 2015年）
- 3月4日 - ジョバンニ・カラーラ、元メジャーリーガー
- 3月4日 - パッツィ・ケンジット、女優・歌手
- 3月5日 - 広永益隆、元プロ野球選手
- 3月5日 - 板谷祐三子、女優
- 3月5日 - 松岡由美、女優
- 3月5日 - バイナイ・ゴルドン、ハンガリー首相
- 3月5日 - アンブロセ・マンドゥロ・ドラミニ、政治家、実業家（+ 2020年）
- 3月6日 - 真田雅則、元サッカー選手（+ 2011年）
- 3月6日 - 吉野ゆりえ、元ダンサー（+2016年）
- 3月11日 - 大沢たかお、俳優
- 3月11日 - リサ・ローブ、シンガーソングライター
- 3月12日 - 川端一彰、元プロ野球選手
- 3月12日 - アーロン・エッカート、俳優
- 3月13日 - 奥井雅美、シンガーソングライター
- 3月15日 - カヒミ・カリィ、歌手
- 3月16日 - 柴田佳主也、元プロ野球選手
- 3月17日 - 新田恵利、タレント（元おニャン子クラブ）
- 3月17日 - SHIHO、歌手・アイドル
- 3月18日 - 三木眞一郎、声優
- 3月18日 - 清山宏明、元騎手・調教助手
- 3月18日 - 松本友里、女優（+ 2010年）
- 3月19日 - 米崎薫臣、元プロ野球選手
- 3月21日 - リック・デハート、元プロ野球選手
- 3月22日 - ラモン・マルティネス、元メジャーリーガー
- 3月22日 - 前川和也、元サッカー選手
- 3月22日 - ユーロニモス、ミュージシャン（+ 1993年）
- 3月23日 - デーモン・アルバーン、ミュージシャン（ブラー）
- 3月23日 - 冴島奈緒、元AV女優（+2012年）
- 3月24日 - 斉藤一美、文化放送アナウンサー
- 3月24日 - 和田圭市、俳優
- 3月27日 - ウエノコウジ、ミュージシャン・ベーシスト（Radio Caroline・元THEE MICHELLE GUN ELEPHANT）
- 3月28日 - アイリス・チャン、ジャーナリスト（+ 2004年）
- 3月28日 - 三渡洲アデミール、元サッカー選手
- 3月28日 - SABE、漫画家（+ 2009年）
- 3月29日 - 黒田洋介、脚本家・小説家
- 3月30日 - セリーヌ・ディオン、歌手
- 3月30日 - 黒井敦史、レーシングドライバー（全日本プロドリフト選手権）
- 3月31日 - 小川直也、プロレスラー・元柔道家

### 4月
- 4月1日 - 桑田真澄、元プロ野球選手
- 4月1日 - 武田良太、政治家（自民党衆議院議員）
- 4月2日 - 峠恵子、シンガーソングライター
- 4月2日 - 森絵都、小説家
- 4月3日 - 金本知憲、プロ野球選手
- 4月3日 - 神保絵利子、岐阜放送アナウンサー
- 4月4日 - 岩崎久則、元プロ野球選手
- 4月5日 - ポーラ・コール、シンガーソングライター
- 4月7日 - 神山雄一郎、競輪選手
- 4月10日 - 張鍾薫、韓国の元プロ野球選手
- 4月10日 - 川村正太郎、プロ野球選手
- 4月11日 - 岡林洋一、元プロ野球選手
- 4月12日 - 五十嵐章人、元プロ野球選手
- 4月12日 - 芹澤裕二、元プロ野球選手
- 4月12日 - 宇川直宏、グラフィックデザイナー・映像作家・VJ・現代美術作家
- 4月13日 - ネクロブッチャー、ミュージシャン
- 4月14日 - 小沢健二、ミュージシャン
- 4月14日 - 長谷部裕、元プロ野球選手
- 4月14日 - 満園英二、ミュージシャン（THE SLUT BANKS）
- 4月16日 - 佐藤幸彦、元プロ野球選手
- 4月18日 - 小野文惠、NHKアナウンサー
- 4月19日 - ムスワティ3世、スワジランド国王
- 4月19日 - アシュレイ・ジャッド、女優
- 4月20日 - 紀里谷和明、写真家・映画監督
- 4月21日 - 西里幸喜、プロ野球選手
- 4月24日 - 大鶴義丹、俳優
- 4月24日 - 永田裕志、プロレスラー
- 4月26日 - 植木通彦、競艇選手
- 4月26日 - 望月一、元プロ野球選手 (+ 2020年)
- 4月26日 - 小沢としお、漫画家
- 4月27日 - 桐島ローランド、写真家
- 4月27日 - 松野明美、政治家・元陸上競技長距離走（マラソン）選手
- 4月27日 - 荒川哲男、プロ野球選手
- 4月27日 - 鄭秀和、建築家・デザイナー
- 4月28日 - 生稲晃子、女優（元おニャン子クラブ）
- 4月28日 - 宮田人司、クリエイター
- 4月29日 - 塩崎兼一、元プロ野球選手
- 4月30日 - 佐野慈紀、元プロ野球選手
- 4月30日 - 川邉忠義、元プロ野球選手
- 4月30日 - 山田博一、プロ野球選手

### 5月
- 5月1日 - 雉子牟田明子、元女子プロテニス選手
- 5月2日 - 笛吹雅子、日本テレビアナウンサー
- 5月2日 - 緑川光[22]、声優
- 5月2日 - 水尾嘉孝、元プロ野球選手
- 5月3日 - イバン・クルーズ、元プロ野球選手
- 5月3日 - 上杉隆、ジャーナリスト、NHKから国民を守る党幹事長
- 5月4日 - 菊池桃子、女優・歌手
- 5月5日 - 森川美穂、女優・歌手
- 5月5日 - 渡部篤郎、俳優
- 5月6日 - 佐藤健太、俳優
- 5月6日 - 嶋尾康史、元プロ野球選手・俳優
- 5月6日 - フィル・クラーク、元プロ野球選手
- 5月7日 - 本間哲郎、プロ野球選手
- 5月8日 - K DUB SHINE、ヒップホップMC
- 5月8日 - 黒崎久志、元サッカー選手
- 5月8日 - 清水宏臣、元プロ野球選手[23]
- 5月9日 - 原田雅彦、元スキージャンプ選手
- 5月10日 - 高木晃次、元プロ野球選手
- 5月10日 - タチアナ・シコレンコ、元陸上競技選手
- 5月12日 - 木村重太郎、野球選手
- 5月12日 - 柚月裕子、推理作家
- 5月13日 - 山本勝則、元プロ野球選手
- 5月13日 - スコット・モリソン、オーストラリアの政治家（自由党）、第30代首相
- 5月15日 - 琴ノ若晴將、元大相撲力士・関脇、現・佐渡ヶ嶽親方
- 5月16日 - 下柳剛、プロ野球選手
- 5月16日 - 奈良原浩、元プロ野球選手
- 5月17日 - 城之内早苗、演歌歌手（元おニャン子クラブ）
- 5月17日 - 斎藤陽子、タレント・女優
- 5月18日 - 飯田哲也、元プロ野球選手
- 5月19日 - アラン・ジンター、元プロ野球選手
- 5月19日 - カイル・イーストウッド、映画音楽作家
- 5月20日 - ワイサレ・セレヴィ、ラグビー選手
- 5月20日 - 鈴木慶子、野球選手
- 5月21日 - 荒川義之、調教師（JRA）
- 5月23日 - 中島ヒロト、ラジオパーソナリティ
- 5月23日 - 杉浦正則、元野球選手
- 5月25日 - ホセ・カレーニョ、バレエダンサー
- 5月25日 - 多岐篤司、プロ野球選手
- 5月26日 - 岩井由紀子、元タレント（元おニャン子クラブ）
- 5月26日 - 隆濤剛、元大相撲力士
- 5月26日 - 有隅昭二、元プロ野球選手・現プロ野球審判
- 5月27日 - あずまきよひこ、漫画家
- 5月27日 - 安部純、歌手・作詞・作曲・劇伴作曲家
- 5月27日 - ジェフ・バグウェル、元メジャーリーガー
- 5月28日 - カイリー・ミノーグ、歌手
- 5月31日 - 鈴木京香、女優
- 5月31日 - 小島善博、プロ野球選手
- 5月31日 - 坂孝一、プロ野球選手

### 6月
- 6月1日 - 夏川結衣、女優
- 6月1日 - 橋本恵子、女優、スーツアクター
- 6月1日 - 星安出寿保世、元大相撲力士
- 6月3日 - 長島三奈、スポーツキャスター
- 6月5日 - 原田裕花、元バスケットボール選手
- 6月5日 - 山崎昭史、元バスケットボール選手
- 6月5日 - 門田和弘、山形放送アナウンサー
- 6月6日 - 桜井秀俊、真心ブラザーズ
- 6月6日 - ドミニク・ブフ、騎手
- 6月8日 - 琴錦功宗、元大相撲力士・関脇
- 6月9日 - ティワワット・パッタラクンワニット、漫画家、イラストレーター
- 6月10日 - 神奈延年、声優
- 6月10日 - 沼田祐介、声優
- 6月13日 - 河合美智子、歌手、女優
- 6月13日 - 森口博子、歌手、タレント、女優
- 6月14日 - 大塚寧々、女優
- 6月14日 - 小坂勝仁、元プロ野球選手
- 6月16日 - 高野直子、声優
- 6月16日 - 高畠勉、サッカー監督
- 6月16日 - もこな（旧名: もこなあぱぱ）、漫画家（CLAMP）
- 6月17日 - 原井和也、元プロ野球選手
- 6月17日 - 佐野まり、ミュージシャン
- 6月17日 - 鈴木みのる、プロレスラー
- 6月18日 - 谷田部憲昭、ミュージシャン（元マジック）
- 6月18日 - 後藤仁、日本画家（アジアの美人画）
- 6月19日 - 中村良二、プロ野球選手
- 6月20日 - 鷺沢萠、小説家（+ 2004年）
- 6月20日 - バリー・スパークス、ミュージシャン
- 6月22日 - 柳美里、小説家
- 6月22日 - 中村日出夫、元プロ野球選手
- 6月26日 - 千葉一伸、声優
- 6月26日 - パオロ・マルディーニ、サッカー選手
- 6月28日 - 重松花鳥、声優
- 6月28日 - 三浦隆志、読売テレビアナウンサー
- 6月29日 - 中村良二、元プロ野球選手
- 6月30日 - 山下真、政治家（奈良県生駒市長）

### 7月
- 7月1日 - Cup's 内田幸宏・内田宣宏、元双子のロックデュオ
- 7月1日 - 森田樹優、声優
- 7月1日 - 小島圭市、元プロ野球選手
- 7月1日 - 榊原勝也、元プロ野球選手
- 7月1日 - ジェイソン・ドノヴァン、歌手、俳優
- 7月3日 - 呉倩蓮、女優
- 7月5日 - 赤松健、漫画家
- 7月5日 - アンディ先生、マジシャン
- 7月6日 - 大西結花、女優
- 7月6日 - 湊富士孝行、大相撲元力士、現・立田川親方
- 7月6日 - 祐木毅、元バスケットボール選手
- 7月7日 - チャック・ノブロック、元メジャーリーガー
- 7月7日 - ジョージャ・フォックス、女優
- 7月8日 - 三嶌誠司、ボートレーサー
- 7月9日 - 松下由樹、女優
- 7月9日 - 青柳進、元プロ野球選手
- 7月9日 - パオロ・ディ・カーニオ、元サッカー選手、サッカー指導者
- 7月10日 - ガブリエラ・ペレス、バレーボール選手
- 7月10日 - チバユウスケ、歌手、作曲家（The Birthday、元Thee Michelle Gun Elephant）（+ 2023年）
- 7月11日 - 近藤サト、フリーアナウンサー
- 7月11日 - 高見昌宏、プロ野球選手
- 7月12日 - 青嶋文明、元サッカー選手
- 7月12日 - 福田雄一、劇作家、放送作家
- 7月13日 - 南央美、声優
- 7月14日 - 佐藤弘道、タレント、元たいそうのおにいさん
- 7月14日 - デリック・メイ、元プロ野球選手
- 7月15日 - 比嘉栄昇、ミュージシャン（BEGIN）
- 7月16日 - 西村秀嗣、元プロ野球選手
- 7月18日 - 西村龍次、元プロ野球選手
- 7月18日 - ローランド・アローホ、元メジャーリーガー
- 7月19日 - 杉本彩、タレント、女優
- 7月20日 - 長谷高成泰、元野球選手
- 7月20日 - パスカル・ラヴァンシー、フィギュアスケート選手
- 7月20日 - 梶田茂生、野球選手
- 7月20日 - 樽見金典、プロ野球選手
- 7月20日 - 日野晃博、ゲームクリエイター
- 7月21日 - 永野吉成、元プロ野球選手
- 7月22日 - 薬師寺保栄、タレント、元プロボクサー
- 7月22日 - 岩崎夏海、小説家・放送作家
- 7月23日 - ゲイリー・ペイトン、元バスケットボール選手
- 7月24日 - 内藤尚行、元プロ野球選手、野球解説者、タレント
- 7月24日 - 大村慎次、プロ野球選手
- 7月25日 - 眞鍋勝已、元プロ野球選手
- 7月25日 - 樫井笙人、声優
- 7月25日 - 佐藤英児、実業家
- 7月26日 - 小島奈津子、フリーアナウンサー
- 7月27日 - 長崎宏子、スポーツコンサルタント、元水泳選手
- 7月31日 - 島田律子、タレント、エッセイスト

### 8月
- 8月1日 - 長谷川滋利、元メジャーリーガー
- 8月1日 - ジル・トレナリー、フィギュアスケート選手
- 8月1日 - 成田昭次、歌手（元男闘呼組）
- 8月3日 - 大塚賢一、元プロ野球選手
- 8月3日 - 行定勲、映画監督
- 8月3日 - 志賀泰伸、元忍者
- 8月4日 - オルガ・ノイヴィルト、作曲家
- 8月5日 - コリン・マクレー、モータースポーツ（ラリー）選手（+ 2007年）
- 8月5日 - マリーヌ・ル・ペン、フランスの政治家
- 8月6日 - 山下和輝、元プロ野球選手
- 8月6日 - ダリル・スコット、マイナーリーグ指導者、元メジャーリーガー
- 8月6日 - 山尾伸一、元プロ野球選手
- 8月9日 - 堀田延、放送作家
- 8月9日 - ジリアン・アンダーソン、女優
- 8月10日 - 北澤豪、元プロサッカー選手（元日本代表）、サッカー解説者
- 8月10日 - 岩井小百合、歌手・女優
- 8月10日 - 神谷裕、政治家
- 8月11日 - チャーリー・セクストン、ギタリスト・シンガーソングライター
- 8月11日 - 浮島徹士、プロ野球選手
- 8月12日 - 遊佐浩二、声優
- 8月12日 - 網浜直子、タレント
- 8月12日 - 武田久美子、女優
- 8月13日 - 小野一也、プロ野球選手
- 8月14日 - 平畠啓史、お笑いタレント（DonDokoDon）
- 8月14日 - ハル・ベリー、女優
- 8月15日 - 宍戸勝、俳優
- 8月15日 - 内山智之、元プロ野球選手
- 8月15日 - ヴォルフガング・ティルマンス、写真家
- 8月16日 - 前田耕陽、俳優・タレント（元男闘呼組）
- 8月16日 - 殿村誠士、写真家
- 8月17日 - はたけ、ミュージシャン・作曲家（シャ乱Q）
- 8月18日 - ブライアン・ティッシー、ミュージシャン
- 8月20日 - 白岩松、ニュースアナウンサー
- 8月20日 - 白鳥由里、声優
- 8月21日 - タフィ・ローズ、プロ野球選手
- 8月22日 - 佐野量子、元タレント
- 8月22日 - 羽野晶紀、女優・タレント
- 8月22日 - ホルスト・スコッフ、プロテニス選手（+ 2008年）
- 8月23日 - 森保一、元プロサッカー選手（元日本代表）、サッカー指導者
- 8月23日 - 大至伸行、シャンソン歌手・元大相撲力士
- 8月23日 - 米本千珠、声優
- 8月24日 - きただにひろし、歌手
- 8月24日 - 高嶋ちさ子、ヴァイオリニスト
- 8月24日 - ティム・サーモン、元メジャーリーガー
- 8月25日 - 上田剛士、ミュージシャン（THE MAD CAPSULE MARKETS、AA=）
- 8月25日 - 三井ゆり、タレント
- 8月26日 - ひなたおさむ、BSおかあさんといっしょのうたのおにいさん
- 8月26日 - 竹村延和、ミュージシャン
- 8月28日 - 古川昌明、元サッカー選手
- 8月29日 - 小川輝晃、俳優、声優
- 8月30日 - 布川智子、元アイドル（元おニャン子クラブ）
- 8月31日 - 野茂英雄、元メジャーリーガー

### 9月
- 9月1日 - 湯屋敦子、女優・声優
- 9月1日 - 杉本大成、プロ野球審判員
- 9月2日 - 緒方耕一、元プロ野球選手
- 9月2日 - 相原隆行、作曲家
- 9月3日 - 徳永耕治、野球選手
- 9月4日 - マイク・ピアッツァ、元メジャーリーガー
- 9月5日 - 松永博史、俳優
- 9月7日 - Be-B（和泉容）、ミュージシャン
- 9月7日 - マルセル・デサイー、元サッカー選手
- 9月8日 - 近藤真市、元プロ野球選手
- 9月8日 - 吉田太、元プロ野球選手
- 9月9日 - ジョン・ドラモンド、陸上競技選手
- 9月10日 - 旭豊勝照、元大相撲力士・関脇、現・立浪親方
- 9月10日 - ガイ・リッチー、映画監督
- 9月11日 - 倉田てつを、俳優
- 9月11日 - 成本年秀、元プロ野球選手
- 9月12日 - 木田優夫、元プロ野球選手、GM補佐
- 9月12日 - 秋元きつね、CG作家（+ 2014年）
- 9月12日 - 清姫舞、元AV女優
- 9月13日 - バーニー・ウィリアムス、メジャーリーガー
- 9月13日 - ブラッド・ジョンソン、アメリカンフットボール選手
- 9月14日 - 渡辺真起子、女優
- 9月14日 - 吉田修一、小説家
- 9月14日 - ドラジェン・フラスティッチ、外交官、大使
- 9月15日 - 鈴木将方、元サッカー選手
- 9月16日 - 内野聖陽、俳優
- 9月16日 - マーク・エーカー、元プロ野球選手
- 9月17日 - ティト・ビラノバ、元サッカー選手、サッカー指導者（+2014年[24]）
- 9月18日 - 旭豪山和泰、元大相撲力士
- 9月18日 - 黒須隆、元野球選手
- 9月19日 - おさる、お笑いタレント、元アニマル梯団
- 9月21日 - 伊藤文乃、ヴァイオリニスト
- 9月23日 - 阿部和重、小説家
- 9月24日 - 羽田美智子、女優
- 9月24日 - 正岡邦夫、俳優
- 9月25日 - ウィル・スミス、俳優
- 9月25日 - レジー・ジェファーソン、元プロ野球選手
- 9月26日 - 岡中勇人、元サッカー選手
- 9月27日 - ハンス・ピーチ、囲碁棋士（+ 2003年）
- 9月28日 - ミカ・ハッキネン、レーシングドライバー
- 9月28日 - レーナ・マリア、歌手
- 9月28日 - 藪恵壹、元メジャーリーガー
- 9月28日 - 内田浩一、調教助手、元騎手
- 9月28日 - コーネリオ・ヴェラスケス、騎手
- 9月28日 - ナオミ・ワッツ、女優

### 10月
- 10月1日 - 水本勝己、元プロ野球選手
- 10月1日 - 吉井晃、元プロ野球選手
- 10月2日 - ダンナ小柳、お笑いタレント（電撃ネットワーク）
- 10月2日 - ヤナ・ノボトナ、元女子プロテニス選手（+ 2017年[25][26]）
- 10月7日 - トム・ヨーク、ミュージシャン（レディオヘッド）
- 10月8日 - 鈴木一真、俳優
- 10月10日 - 広田一、政治家
- 10月12日 - ヒュー・ジャックマン、俳優
- 10月13日 - 渡辺美奈子、元茨城放送アナウンサー
- 10月15日 - 野中政宏、声優
- 10月15日 - 鈴江晴彦、元栃木放送・岐阜放送アナウンサー
- 10月15日 - 足利豊、元プロ野球選手
- 10月15日 - ディディエ・デシャン、元サッカー選手、サッカー指導者
- 10月16日 - 藤井将雄、プロ野球選手（福岡ダイエーホークス）（+ 2000年）
- 10月17日 - 小幡洋子、元歌手
- 10月17日 - 渡辺慎（ワタナベイビー）、ミュージシャン（ホフディラン）
- 10月18日 - 大嶽直人、元サッカー選手
- 10月19日 - 名幸一明、元プロ野球選手、審判
- 10月19日 - 佐藤友昭、高校野球指導者
- 10月20日 - 吉沢秋絵、元女優、歌手（元おニャン子クラブ）
- 10月21日 - 遠藤康子、元女優、モデル（+ 1986年）
- 10月23日 - 佐々木重樹、プロ野球選手
- 10月26日 - 井森美幸、タレント
- 10月26日 - スコット・ライディ、元プロ野球選手
- 10月28日 - 尾崎魔弓、女子プロレスラー
- 10月29日 - つんく、音楽プロデューサー、歌手（シャ乱Q）
- 10月29日 - 山下しげのり、うどん屋主人（元ジャリズム・オメロー山下）
- 10月30日 - 清春、ミュージシャン（元黒夢、SADS）
- 10月31日 - 釘町彰、日本画家

### 11月
- 11月1日 - 山崎はるか、小説家・テレビ番組作家・コンピュータ技術者
- 11月1日 - 河本栄得、お笑いコンビ「ベイブルース」（+ 1994年）
- 11月3日 - 高岩成二、俳優、スーツアクター
- 11月3日 - 村山康文、フォトジャーナリスト
- 11月3日 - ポール・クアントリル、元メジャーリーガー
- 11月4日 - 名倉潤、お笑いタレント（ネプチューン）
- 11月4日 - 〆さばアタル、漫才師（〆さば）
- 11月5日 - 松村高明、元プロ野球選手
- 11月7日 - 山﨑武司、元プロ野球選手
- 11月7日 - 西川将人、政治家（北海道旭川市長）
- 11月7日 - ラス・スプリンガー、元メジャーリーガー
- 11月10日 - 奈部川勉、元プロ野球選手
- 11月12日 - 久川綾[27]、声優
- 11月12日 - サミー・ソーサ、元メジャーリーガー
- 11月12日 - ジェームズ・ブッチェリ、野球選手
- 11月13日 - パット・ヘントゲン、メジャーリーガー
- 11月13日 - 奥野僚右、元プロサッカー選手・サッカー指導者
- 11月14日 - 古厩智之、映画監督
- 11月15日 - 福井晴敏、小説家
- 11月16日 - クリス・ヘイニー、元プロ野球選手
- 11月17日 - 岡田圭右、漫才師・お笑いタレント（ますだおかだ）
- 11月17日 - 大浦龍宇一、俳優
- 11月17日 - 高橋里奈、女優・ファッションモデル
- 11月18日 - ダレル・ウィットモア、元プロ野球選手
- 11月18日 - ゲーリー・シェフィールド、メジャーリーガー
- 11月19日 - 麻倉あきら、歌手
- 11月19日 - 木原恵一、ものまね芸人
- 11月19日 - 紫吹淳、女優（元宝塚月組トップスター）
- 11月24日 - yukihiro、ドラマー（L'Arc〜en〜Ciel・acid android）
- 11月24日 - デイヴ・ハンセン、元プロ野球選手
- 11月25日 - 高津臣吾、プロ野球選手・元メジャーリーガー
- 11月26日 - 潮崎哲也、元プロ野球選手
- 11月26日 - クレア・リトリー、グラフィックデザイナー・歌手
- 11月28日 - ken、ギタリスト（L'Arc〜en〜Ciel・SONS OF ALL PUSSYS）
- 11月28日 - スコット・シェルドン、元プロ野球選手
- 11月30日 - ウチダトモヒロ、作曲家
- 11月30日 - 松本梨香[28]、声優・女優・歌手
- 11月30日 - カルロス・ラトゥッフ、風刺漫画家

### 12月
- 12月2日 - ルーシー・リュー、女優
- 12月3日 - 松田公太、起業家、政治家
- 12月3日 - 松岡圭祐、小説家
- 12月3日 - 織戸学、レーシングドライバー
- 12月5日 - 渕崎ゆり子、声優
- 12月5日 - 土橋勝征、元プロ野球選手・プロ野球コーチ
- 12月6日 - 矢野燿大、元プロ野球選手
- 12月6日 - ウェイウェイ・ウー、二胡奏者
- 12月7日 -　山中さわお、ロックミュージシャン（the pillows）
- 12月7日 - 金子歩、元プロ野球選手
- 12月8日 - マイク・ムッシーナ、メジャーリーガー
- 12月8日 - 井上美紀、声優
- 12月8日 - 小林千代美、政治家
- 12月9日 - カーチス・シュースター、キックボクサー
- 12月9日 - カート・アングル、プロレスラー
- 12月10日 - 荻野目洋子、歌手
- 12月10日 - 渡辺潤、漫画家
- 12月10日 ‐ 藤原寛、テレビプロデューサー
- 12月11日 - 榊いずみ、シンガーソングライター
- 12月12日 - 菅原祥子、声優
- 12月12日 - 藤森夕子、タレント（元C.C.ガールズ）
- 12月12日 - 杉山賢人、元プロ野球選手
- 12月12日 - エリック・ミロー、フィギュアスケート選手
- 12月13日 - チェン・ミン、二胡奏者
- 12月14日 - 勝間和代、経済評論家・公認会計士
- 12月16日 - ピーター・リチャード・オルザグ、経済学者・政治家
- 12月17日 - 斎藤充弘、元プロ野球選手
- 12月17日 - 松倉羽鶴、声優
- 12月17日 - 加藤学 (政治家)
- 12月18日 - 山根善伸、元プロ野球選手
- 12月20日 - カール・ヴェンドリンガー、元F1ドライバー
- 12月22日 - 飯尾和樹、お笑いタレント ずん
- 12月22日 - ディナ・メイヤー、女優
- 12月22日 - 氏家健治、パティシエ、ショコラティエ、料理人（ケンズカフェ東京）
- 12月24日 - チェ・ジンシル、女優（+ 2008年）
- 12月25日 - 緒方孝市、元プロ野球選手
- 12月25日 - スコット・ブレット、元プロ野球選手
- 12月25日 - ヘレナ・クリステンセン、ファッションモデル
- 12月27日 - 濱田マリ、タレント（元モダンチョキチョキズ）
- 12月27日 - 岩沢慶明、ラジオパーソナリティ、スタジアムDJ
- 12月28日 - 亀井猛斗、元プロ野球選手
- 12月28日 - 田野めぐみ、声優
- 12月30日 - 坊西浩嗣、元プロ野球選手
- 12月31日 - 林まゆみ、将棋女流棋士
- 12月31日 - まこと、ミュージシャン・作詞家（シャ乱Q）

## 死去

### 1月
- 1月1日 - 服部二柳、南画家（* 1904年）
- 1月7日 - 伊藤小坡、日本画家（* 1877年）
- 1月9日 - 円谷幸吉、マラソン選手（1964年東京五輪マラソン銅メダリスト）（* 1940年）[29]
- 1月11日 - シェレシュ・レジェー、ハンガリーのシンガーソングライター・ピアニスト・作曲家（* 1899年）
- 1月15日 - 奥野信太郎、中国文学者・随筆家（* 1899年）
- 1月15日 - ハイン・テル・ポールテン、オランダの軍人（* 1887年）
- 1月20日 - 小島正雄、ジャズ演奏家・評論家・司会者（* 1913年）
- 1月20日 - 柳家三亀松、漫談家（* 1901年）
- 1月22日 - 松永東、政治家（文部大臣・衆議院議長）（* 1887年）[29]
- 1月27日 - 藤田嗣治、洋画家（* 1886年）
- 1月29日 - 所美都子、新左翼活動家（* 1939年）

### 2月
- 2月2日 - トゥリオ・セラフィン、イタリアの指揮者（* 1878年）
- 2月5日 - 阿部武雄、作曲家（* 1902年）
- 2月7日 - ニック・アダムス、米国の俳優（* 1931年）
- 2月10日 - 須本憲一、プロ野球選手・高校野球監督（* 1926年）
- 2月11日 - ピティリム・ソローキン、ロシアの社会学者（* 1889年）
- 2月13日 - イルデブランド・ピツェッティ、イタリアの作曲家（* 1880年）
- 2月13日 - メエ・マーシュ、米国の女優（* 1894年）
- 2月15日 - リトル・ウォルター、米国のブルースミュージシャン・ハーモニカ奏者（* 1930年）
- 2月23日 - ウィリアム・フィリップス、米国の外交官（* 1878年）
- 2月23日 - 瀬川路三郎、俳優（* 1894年）
- 2月26日 - 浜井信三、政治家・元広島市長（* 1905年）

### 3月
- 3月2日 - 斎藤達雄、俳優（* 1902年）
- 3月12日 - 小杉義男、俳優（* 1903年）
- 3月16日 - マリオ・カステルヌオーヴォ＝テデスコ、イタリアの作曲家（* 1895年）
- 3月20日 - 秋月正夫、俳優（* 1896年）
- 3月20日 - チャールズ・チャップリン・ジュニア、米国の俳優（* 1925年）
- 3月25日 - 下村定、陸軍軍人・政治家（* 1887年）[29]
- 3月27日 - ユーリイ・ガガーリン、ソ連の宇宙飛行士（世界初の宇宙旅行に成功）（* 1934年）
- 3月31日 - エリー・ナイ、ドイツのピアニスト（* 1882年）
- 3月31日 - 野依秀市、ジャーナリスト・思想家・政治家（* 1885年）

### 4月
- 4月1日 - レフ・ランダウ、ロシアの物理学者（ノーベル物理学賞受賞）（* 1908年）
- 4月4日 - マーティン・ルーサー・キング、米国の牧師・黒人運動指導者（* 1929年）
- 4月5日 - 程潜、中華民国・中華人民共和国の軍人・政治家（* 1882年）
- 4月7日 - ジム・クラーク、英国のF1レーサー（* 1936年）
- 4月8日 - ハロルド・バブコック、米国の天文学者（* 1882年）
- 4月9日 - 島津忠重、華族・大日本帝国海軍軍人（少将）（* 1886年）
- 4月21日 - 大石順教、尼僧・日本画家・芸妓（* 1888年）
- 4月25日 - 万城目正、作曲家（* 1905年）
- 4月25日 - ヒアツィント・シュトラハヴィッツ、ドイツの軍人（戦車部隊指揮官）（* 1893年）
- 4月30日 - 池田純久、大日本帝国陸軍軍人（中将）（* 1894年）

### 5月
- 5月8日 - 小沢佐重喜、政治家（初代郵政大臣・小沢一郎の父）（* 1898年）
- 5月14日 - ハズバンド・キンメル、米国の軍人（米太平洋艦隊司令長官・真珠湾攻撃の際の米軍側責任者の一人）（* 1882年）
- 5月19日 - 山口薫、洋画家（* 1907年）
- 5月19日 - 大谷米太郎、実業家（ホテルニューオータニ創業者）（* 1881年）[29]
- 5月24日 - 花柳徳兵衛、日本舞踊家（* 1908年）
- 5月30日 - 古武弥四郎、生化学者（* 1879年）[29]

### 6月
- 6月1日 - ヘレン・ケラー、米国の教育家・社会福祉事業家（* 1880年）
- 6月4日 - アレクサンドル・コジェーヴ、ロシアの思想家（* 1902年）
- 6月4日 - 大橋八郎、政治家・逓信官僚（NHK会長・電電総裁）（* 1885年）
- 6月6日 - ロバート・ケネディ、元アメリカ合衆国司法長官、上院議員（* 1925年）
- 6月7日 - ダン・デュリエ、アメリカ合衆国の俳優（* 1907年）
- 6月9日 - 森清、政治家・実業家（総理府総務長官）（* 1905年）
- 6月12日 - 張道藩、中華民国の政治家・教育家（* 1897年）
- 6月15日 - ウェス・モンゴメリー、米国のジャズギタリスト（* 1923年）
- 6月15日 - サム・クロフォード、メジャーリーガー（* 1880年）
- 6月17日 - アドルフ・ムーロン・カッサンドル、フランスのグラフィックデザイナー（* 1901年）
- 6月22日 - 山岡萬之助、法学者（日本大学名誉総長）（* 1876年）[29]
- 6月26日 - 山崎巌、政治家（内務大臣・自治大臣）（* 1894年）[29]

### 7月
- 7月4日 - ヘルマン＝ベルンハルト・ラムケ、ドイツの軍人（* 1889年）
- 7月19日 - 子母澤寛、小説家（* 1892年）[29]
- 7月20日 - ヨーゼフ・カイルベルト、ドイツの指揮者（* 1908年）
- 7月28日 - オットー・ハーン、ドイツの化学者・物理学者（原子核分裂の発見者・ノーベル化学賞受賞）（* 1879年）
- 7月30日 - ヨン・レイフス、アイスランドの作曲家（* 1899年）
- 7月31日 - 天羽英二、外交官（* 1887年）[29]

### 8月
- 8月5日 - ルーサー・パーキンス、ジョニー・キャッシュ＆テネシートゥーのリードギタリスト（*1928年）
- 8月6日 - オスカル・ウプラウス、サッカー選手（*1898年）
- 8月8日 - 村瀬直養、商工官僚・政治家・実業家（内閣法制局長官）（* 1890年）
- 8月16日 - 熊谷一弥、テニス選手（* 1890年）[29]
- 8月19日 - ジョージ・ガモフ、米国の理論物理学者（* 1904年）
- 8月21日 - 高橋貞次、刀匠（重要無形文化財保持者）（* 1902年）
- 8月23日 - 木山捷平、小説家・詩人（* 1904年）
- 8月25日 - 郭古民、中華民国の武術家（* 1887年）

### 9月
- 9月7日 - ルーチョ・フォンタナ、イタリアの美術家・画家・彫刻家（空間主義運動の創始者）（* 1899年）
- 9月21日 - 広津和郎、小説家（* 1891年）
- 9月23日 - 野田高梧、脚本家（* 1893年）
- 9月25日 - ウィリアム・アイリッシュ、推理作家（* 1903年）
- 9月27日 - ウィリアム・ヒューム＝ロザリー、英国の金属学者（* 1899年）
- 9月28日 - ノーマン・ブルックス、オーストラリアのテニス選手（* 1877年）

### 10月
- 10月2日 - マルセル・デュシャン、フランスの美術家（ニューヨーク・ダダの中心人物）（* 1887年）
- 10月4日 - 今村均、大日本帝国陸軍軍人（大将）（* 1886年）
- 10月11日 - 村上昭夫、詩人（* 1927年）
- 10月14日 - 澤瀉久孝、国文学者（* 1890年）[29]
- 10月15日 - 趙振声、中華民国のカトリック教会司教（* 1894年）
- 10月25日 - 村岡花子、翻訳家・児童文学者（* 1893年）
- 10月27日 - リーゼ・マイトナー、オーストリアの物理学者（* 1878年）

### 11月
- 11月1日 - ルドビカ・ヤコブソン、ドイツのフィギュアスケート選手（* 1884年）
- 11月4日 - 橘瑞超、僧侶・探検家（中央アジアの発掘調査に事跡）（* 1890年）
- 11月6日 - シャルル・ミュンシュ、フランスの指揮者（* 1891年）
- 11月6日 - チャールズ・B・マクベイ3世、米国の軍人（インディアナポリス艦長）（* 1898年）
- 11月8日 - 箕作祥一、農獣医学者（* 1920年）
- 11月8日 - 黒田チカ、化学者（日本初の女性化学者）（* 1884年）
- 11月11日 - ジャンヌ・ドゥメッシュー（ドゥメシュ）、フランスのオルガニスト・ピアニスト・作曲家（* 1921年）
- 11月12日 - 浅岡信夫、俳優・政治家（* 1899年）
- 11月13日 - 北林透馬、小説家（* 1904年）
- 11月13日 - 銭村健一郎、野球選手（* 1900年）
- 11月15日 - 北村徳太郎、政治家・銀行家（運輸大臣・大蔵大臣）（* 1886年）[29]
- 11月15日 - バージニア・リー・バートン、米国の絵本作家（* 1909年）
- 11月17日 - マーヴィン・ピーク、英国のファンタジー小説家（* 1911年）
- 11月21日 - 時津山仁一、大相撲力士（* 1925年）
- 11月25日 - アプトン・シンクレア、米国の小説家（* 1878年）
- 11月26日 - アルノルト・ツヴァイク、ドイツの小説家（* 1887年）
- 11月28日 - イーニッド・ブライトン、英国の児童文学作家（* 1897年）
- 11月28日 - 稲田昌植、政治家・農学者（* 1890年）

### 12月
- 12月1日 - 中村天風、哲学者（* 1876年）
- 12月5日 - 真木不二夫、歌手（* 1919年）
- 12月10日 - カール・バルト、スイスの神学者（バルメン宣言の起草者）（* 1886年）
- 12月13日 - 佐藤千夜子、歌手（* 1897年）
- 12月16日 - 双葉山定次、大相撲第35代横綱（* 1912年）[29]
- 12月16日 - 佐藤義美、童謡作詞家・童話作家（* 1905年）
- 12月20日 - マックス・ブロート、チェコの作家・芸術評論家・パトロン・作曲家（* 1884年）
- 12月20日 - ジョン・スタインベック、米国の小説家（* 1902年）
- 12月28日 - 原駒子、女優（* 1910年）
- 12月30日 - トリグブ・リー、ノルウェーの政治家（初代国際連合事務総長）（* 1896年）

## ノーベル賞
- 物理学賞 - ルイ・アルヴァレ
- 化学賞 - ラルス・オンサーガー
- 生理学・医学賞 - ロバート・W・ホリー　ハー・ゴビンド・コラナ　マーシャル・ニーレンバーグ
- 文学賞 - 川端康成
- 平和賞 -ルネ・カサン